# Родина Бейкерів
Родина Бейкерів (англ. Baker family) — вигадана родина персонажів серії відеоігор Resident Evil компанії Capcom. Вперше родина Бейкерів з'явилась в Resident Evil 7: Biohazard, її основні члени представляють собою нуклеарну сім'ю, що складається з подружньої пари Джека і Маргеріт та їхніх двох дорослих дітей, Лукаса і Зої. Надихнувшись на їхнє створення персонажами таких знакових фільмів жахів, як «Сяйво», «Зловісні мерці» та «Техаська різанина бензопилою», Бейкери живуть у своєму маєтку на березі затоки у вигаданому окрузі Далві, штат Луїзіана, США. За сюжетом гри, вони опинилися під впливом Евелін, біологічно створеної істоти, яка «удочерила» саму себе в родину Бейкерів, наділивши сім'ю надлюдськими здібностями за рахунок мутації більшості з них на божевільних вбивць ще до початку подій Resident Evil 7, за винятком Зої, яка залишилася людяною. У 2017 році вийшло доповнення Resident Evil 7: End of Zoe, головним героєм якого є Джо Бейкер, брат Джека, на якого Евелін не вплинула.
Родина Бейкерів отримала здебільшого позитивні відгуки від ігрових видань. Більшість рецензентів високо оцінили родину, як ефектних антагоністів у Resident Evil 7, а також їхню трагічну передісторію, що пояснює їхні злодіяння.

## Концепт та створення
Продюсер Дзюн Такеучі вирішив відкласти розробку сценарію під час створення Resident Evil 7, аби надати команді художників більше свободи для втілення задумів для персонажів, що призвело до того, що родина Бейкерів зазнала цілої низки змін у дизайні. Численні ескізи концепт-артів Бейкерів були створені в пошуках образу «моторошної сім'ї». Спочатку у Бейкерів була домашня собака на ім'я Діана, яка з'являлася в катсцені за обіднім столом, але зрештою була вирізана з гри. Режисер гри Коші Наканіші зазначив, що Такеучі хотів повернути горор на перший план у Resident Evil 7, а «Зловісні мерці» став рушієм для «компактного, але насиченого» досвіду. За словами сценариста Морімаси Сато, на створення Джека, а також деяких його манер і характеру його надихнула роль Джека Торренса у фільмі Стенлі Кубрика «Сяйво», яку зіграв актор Джек Ніколсон. Перед Сато стояло завдання розкрити особистість персонажа і дати йому роль у грі, тож він зобразив Джека як антагоніста, що постійно переслідує, з регенераційними здібностями, які дозволяють йому постійно повертатися і нападати на гравця. Наприкінці розробки гри було вирішено створити подвійність Джека як людини та істоти; Такеучі та Наканісі доручили переписати сцену за вечерею, оскільки вони вважали зображену поведінку Джека та його дружини Маргеріт надто стандартною.

## Родина Бейкерів
У Resident Evil 7 Бейкери представлені як злагоджена сім'я брудних і гротескних особин, чиї образи характеризуються як грубе поєднання різних стереотипів з життя провінції, що коливаються від «батька-селюка і сварливої матері до лежачої бабусі й божевільного сина, схожого на Джокера». За винятком Лукаса і незначних сімейних негараздів, Бейкери раніше були чуйними людьми, здатними до милосердя один до одного і до незнайомців, які потребували допомоги, доки інфекція Евелін не перетворила більшість із них на жорстоких психопатів-садистів зі страшенним потягом до людського м'яса.
За сюжетом гри, Бейкери, як вважалося, зникли з життя місцевої громади в окрузі Далві, штат Луїзіана, а їхній маєток занепадає. Це врешті-решт призвело до чуток про якусь паранормальну активність, що спонукало журналіста Пітера Вокена та його товаришів по знімальній групі Кленсі Джарвіса та Андре Стікленда провести розслідування, де вони і стали жертвами Бейкерів. Родина відома своїм захопленням американським футболом, а територія маєтку заставлена іграшковими фігурками футболістів. Їхні ігрові ролі мають деяку схожість з Немезисом з Resident Evil 3, оскільки вони мають тенденцію періодично і часто несподівано з'являтися, аби протистояти Ітану Вінтерсу, головному протагоністу, протягом усього сюжету гри. Через наявність біологічно створеної плісняви, що заражає їхні тіла, зловісні представники родини Бейкерів поступово мутують у жахливих створінь, коли їм завдають серйозних ушкоджень.
Сюжетні DLC для Resident Evil 7, що вийшли після запуску гри, продовжують розповідь про передісторію та життєві пригоди окремих членів сімейства Бейкерів. Сценарій «Спальня» з Banned Footage Vol. 1 розповідає про спроби Кленсі втекти зі спальні, в якій він замкнений, і уникнути зустрічі з Маргеріт. Сценарій «21» з Banned Footage Vol. 2 показує, як Кленсі змушують грати в садистську карткову гру, організовану Лукасом, в той час як «Дочки» досліджують минуле Бейкерів до їхньої зустрічі з Евелін та її опікункою Мією Вінтерс, що призводить до подій основної гри. Лукас виступає головним антагоністом Не герой, тоді як брат Джека Джо Бейкер фігурує у Кінці Зої, щоб врятувати свою племінницю Зої Бейкер, єдиного члена родини, на якого Евелін не справила ментального впливу.

### Джек Бейкер
Джек Бейкер є одним з головних антагоністів Resident Evil 7: Biohazard. Джек — чоловік середнього віку, голова родини Бейкерів, чоловік Маргеріт та батько Лукаса і Зої. Джек влаштовує Ітану моторошну вечерю з рештою родини Бейкерів. Він невпинно переслідує Ітана, використовуючи різноманітну зброю, і виживає після тяжких тілесних ушкоджень, навіть після того, як його спалили, підпаливши машину в гаражі, або розрубали на шматки бензопилою. Щоб довести Ітану, що він більше не є звичайною людиною, він також бере пістолет і, здавалося б, помирає після того, як прострелив собі голову, але потім знову воскресає і продовжує переслідувати Ітана. Джек також жорстоко вбиває поліцейського, який перетнувся з Ітаном після того, як вони зайшли в гараж. Ітан востаннє перемагає Джека після того, як той мутує у велику аморфну істоту, впорскуючи в неї сироватку, призначену для нейтралізації сили та впливу Евелін на оточуючих, внаслідок чого істота стає скам'янілою. Пізніше Джек приходить до Ітана уві сні як нормальна людина, а Ітан визнає, що став жертвою Евелін разом з рештою Бейкерів.
Джек повертається головним ворогом в End of Zoe — доповненні, дія якого розгортається після основної гри. Його отруєні клітини мутують без контролю, і після смерті Евелін, Джек перетворився на розкладену, але майже непереможну істоту під назвою «Swamp Man» (укр. Болотяна людина), яка діє за власним бажанням. Він переслідує Зої і викрадає її у свого брата Джо Бейкера, який намагається вилікувати її, але врешті-решт Джо вбиває Джека остаточно.
Джек з'являється у ролі ігрового персонажа в багатокористувацькій Resident Evil Re:Verse, яка вийшла у 2022 році і є багатокористувацькою складовою Resident Evil Village.

### Маргеріт Бейкер
Маргеріт Бейкер є дружиною Джека і матір'ю Лукаса та Зої. Як і інші члени її родини, вона вживає багато ненормативної лексики. Маргеріт зображена зосередженою на приготуванні їжі для своєї сім'ї та гостей, хоча їжа, яку вона подає під контролем Евелін, має неестетичний вигляд та викликає сумніви щодо дотримання правил гігієни чи її походження. Протягом усього сюжету вона переслідує Мію, яка намагається зафіксувати інформацію для Ітана. Коли Ітан вперше зустрічається з нею, вона насилає на Ітана рої величезних комах, які кидаються на нього. Ітан зіткнеться з Маргаритою ще раз у прилеглій оранжереї, де у неї з'являються витягнуті, звивисті кінцівки й поводження, що нагадує поведінку королеви комах.

### Лукас Бейкер
Лукас Бейкер є сином Джека й Маргеріт та братом Зої, ментально нестабільним генієм, особистість якого описують як поєднання Загадника та Пили. Під час свого інфікування Евеліною Лукас отримав сироватку від організації Зв'язки, яка дозволила йому зберегти свободу волі в обмін на зобов'язання стежити за Евелін для них. Зрештою Лукас зраджує своїх благодійників з наміром використати Евелін у власних цілях. Лукас також оснастив місцевість численними пастками та монстрами, яких Ітану вдалося пережити, зокрема, за допомогою перегляду відеозапису попередньої жертви Лукаса — Кленсі. Подальша доля Лукаса розгортається у доповненні під назвою Не герой, який розповідає про Кріса Редфілда і розгортається після подій основної гри. Втративши трьох солдатів через смертельні махінації Лукаса та долаючи заповнені газом тунелі, Кріс врешті-решт знаходить Лукаса і застрелює його, після чого той мутує у могутню істоту, яку Кріс вбиває. Після того Кріс знищує комп'ютери, щоб запобігти передачі даних про Евелін невідомому клієнту. Лукас також з'являється в доповненнях «Заборонені кадри», які передують основній історії.

### Зої Бейкер
Зої є наймолодшою дитиною Джека і Маргеріт, яка змогла зберегти свої розумові здібності, незважаючи на те, що була інфікована Евеліною, як і решта її родини. У підглаві «Дочки», в якій можна грати за Зої, описуються події, що призводять до того, що Евелін один за одним перебирає контроль над родиною. Існує два можливих фінали: Зої може або увійти в трейлер, дізнавшись номер пароля з горища, щоб дізнатися про розташування ключового предмета, та знайти Мію в трейлері, а також важливу записку, яку вона написала, або скористатися ключами від машини, які їй дала мати, що призводить до поганої кінцівки через те, що гравець обирає «неправильний шлях» для Зої.
У доповненні Кінець Зої її знайшов дядько Джо разом з двома оперативниками Амбрелли, які стверджують, що намагаються її врятувати. Він бере одного з них у заручники, але згодом його вбиває мутований Джек. Джо продирається крізь болото, щоб знайти ліки. Він вводить Зої сироватку, яку взяв з мертвого солдата, але вона лише частково зцілює її. На болоті він мусить дістати другу половину, і врешті-решт вбити свого брата. Зрештою, Зої повністю виліковується після того, як Джек гине раз і назавжди, після чого Ітан зв'язується з нею і розповідає, що дотримав своєї обіцянки надіслати їй допомогу.

### Джо Бейкер
Джо Бейкер є головним протагоністом доповнення Кінець Зої. Брат Джека Бейкера, він живе на болотах поблизу маєтку Бейкерів, але залишається ізольованим від решти сім'ї та не піддається впливу Евелін. У цій історії Джо знаходить свою племінницю Зої невдовзі після подій основної гри і намагається знайти ліки, щоб визволити її з-під впливу Евелін. Для цього він бореться із залишками створених Бейкерами створінь й таємничою істотою, що переслідує їх, яка згодом виявляється воскреслим Джеком. Джо врешті-решт вбиває свого брата і виліковує Зої, після чого їх знаходить і визволяє Корпус Амбрелли. Хоча він здатен користуватися вогнепальною зброєю, Джо здебільшого б'ється голіруч, хоча згодом отримує бойову рукавицю Амбрелли, аби збільшити свою силу перед фінальною битвою з Джеком.

### Евелін
Евелін є головним антагоністом Resident Evil 7: Biohazard. Спочатку представлена гравцеві як лежача бабуся родини Бейкерів, Евелін згодом виявляється генетично вдосконаленою людиною, біоорганічною зброєю (Б.О.З.) «Е-класу» під кодовою назвою «Е-001» і першим успішним прототипом «Е-класу». Вона заражає своїх жертв цвіллю і грибком, що дозволяє їй створити легіон людей, яких вона сприймає як свою «сім'ю», а відтак командувати і перетворювати їх на «запліснявілих». Вона використовує свою силу, щоб утримувати Мію і Бейкерів своєю прийомною родиною, змушуючи їх ставитися до неї як до дитини.
Коли Ітан прибуває до маєтку Бейкерів, йому допомагає Зої. Коли він нарешті дізнається про походження Евелін, він використовує обладнання лабораторії, розташованої в соляних копальнях неподалік, аби розробити некротоксин, використовуючи ДНК Евелін, щоб убити її. Йому вдається ввести некротоксин в її тіло, руйнуючи ефект галюцинації, який приховує стару жінку, якою вона була до того, як мутувала у гігантську потворну істоту, в той час як її сили виходять з-під контролю. За допомогою Кріса Редфілда та Синьої Амбрелли, Ітан вбиває Евелін.
Примарний образ Евеліни з'являється перед Ітаном під час подій Resident Evil Village після того, як Міранда вирвала його серце, і мучить Ітана, розповідаючи, що його вбив Джек Бейкер і вижив лише тому, що був заражений її пліснявою. Пізніше вона з'являється перед донькою Ітана Роуз у мутаміцеті, грибку, під час подій доповнення «Тіні Роуз», намагаючись вбити підлітка через ревнощі.

## Сприйняття
Бейкери були позитивно сприйняті персонажами. Енді Келлі з PC Gamer назвав Бейкерів «одразу огидними, знаковими» чудовиськами, які не лише стали найбільш яскравими лиходіями всієї франшизи на сьогоднішній день, але й «переважної більшості ігор жахів загалом». Редакція Polygon назвала Джека та Маргеріт Бейкер одними з найкращих персонажів відеоігор 2010-х років. У своїй рецензії на Resident Evil 7 для Game Informer Ендрю Райнер зауважив, що Бейкери настільки ж важливі для історії гри, наскільки вони важливі для відродження франшизи Resident Evil у її традиційних звичаях та устоях. Він вважає, що хоч і жоден з Бейкерів не став для нього надто вагомим чи знаковим лиходієм франшизи, вони, тим не менш, «по-своєму цікаві», і підкреслив, що «загроза, яку вони становлять, більша, ніж їхні постаті», зважаючи на їхні здібності та регулярні повернення у грі. Редакція IGN назвала Маргеріт одним з найкращих босів Resident Evil усіх часів. Рід МакКартер з GameSpot похвалив jump-scare-сцену Джека як один з найстрашніших моментів в історії відеоігор, а Тамур Хуссейн назвав її «фантастичною сценою, яка розпалила напругу, щоб потім майстерно використати її для ефектної кульмінації».
Деякі відеоігрові оглядачі вважають боротьбу Ітана з Бейкерами, а також ефективне використання негативних стереотипів щодо білих жителів Півдня вагомими факторами, які допомогли Resident Evil 7 здобути визнання критиків та комерційний успіх. Рей Поррека з Destructoid, зокрема, описав Бейкерів «серцем» гри, і стверджував, що «не важко уявити, як вони сидять у неділю, жують сиру плоть, сперечаючись про хатні справи», і що «Джек, Маргеріт та Лукас виглядають як уособлення зла глибинок Півдня». Сьюзан Арендт з GamesRadar+ зазначила, що розробники підірвали упереджені уявлення північноамериканців про поширений страх перед провінцією та «південним акцентом з непідвладною розуму поведінкою», щоб викликати «негайне відчуття жаху і страху» за допомогою переконливих сюжетних поворотів.
Одрік Фігероа з The Escapist та Зої Делахунті-Лайт з GamesRadar+ були зворушені тим, що наприкінці гри Бейкери розкриваються в образі доброзичливих персонажів, які вчиняють злочини лише внаслідок впливу Евелін на їхню свідомість. Обидва оплесками зустріли ключову сцену, яка показує Джека лагідною людиною, що благає про прощення і просить Ітана не судити їхнього мучителя занадто суворо. Фігероа зазначив, що зосередженість гри на темі сімейних взаємин зробила цей жах персональним, а емпатія до персонажа, якого гравці спочатку сприймали як «жорстокого канібала з глухомані», стала каталізатором страждань і збільшила емоційну зацікавленість гравця в цій історії. Арендт зазначила, що гра підживлює страхи гравця щодо стереотипів Півдня, створюючи жахливе усвідомлення того, що Бейкери самі є жертвами Евелін внаслідок їхньої південної гостинності. Делаханті-Лайт зауважила, що справжній жах виходить за межі безпосередньої загрози смерті, і стверджувала, що людина повинна бути причетною до речей, які її бентежать, щоб по-справжньому зануритися в них. Вона зауважила, що коли гравець у ролі Ітана, на якого полюють, повертається обличчям до своїх переслідувачів Джека та Маргеріт, вони самі стають частиною «циклу зла».
Деякі оглядачі також назвали маєток Бейкерів у затоці важливим ключовим елементом гри. Назвавши маєток Бейкерів «огидним, гнітючим будинком», заваленим брудом, мотлохом, засохлою кров'ю та вицвілими від бруду шпалерами, Поррека похвалив розробників за увагу до деталей через «різкий контраст» між елегантним вбранням Ітана та «хаотичним побутом» Бейкерів. Рейд МакКартер з PC Gamer сказав, що рівень деталізації, який був притаманний будинку Бейкерів, посилив образ Джека, як грізного та страшного лиходія. Райнер сказав, що «частина веселощів будинку полягає в ознайомленні з Бейкерами через їхнє майно та хобі». Еліс Белл з VideoGamer.com назвала будинок найкращим персонажем гри, навіть кращим, ніж саму родину Бейкерів; вона зазначила, що будинок легко інтерпретувати як живий, а Бейкерів — як його «імунну систему, що захищає від зловмисників». Однак вона також зазначила альтернативну інтерпретацію, що Бейкери - це лише симптоми вірусу, який вразив будинок, а безпечні кімнати - це спроба самолікування будинку. Гарет Даміан Мартін з Eurogamer зазначив, що будинок перегукується з маєтком Спенсер своїм плануванням, а також різноманітними великодками, які можна знайти в ньому. Назвавши цю схожість «моторошною», він зазначив, що гра навмисно підриває очікування гравця щодо того, що може статися під час блукання його коридорами та кімнатами.
Сцена за обіднім столом з родиною Бейкерів вважається найбільш відвертим прикладом того, що гра віддзеркалює певні сцени з фільму Техаська різанина бензопилою 1974 року.